# Fourierismo
Fourierismo é uma teoria de organização social idealizada pelo filósofo e sociólogo Charles Fourier. Influenciado pelas ideias de Rousseau, esse pensador acreditava que seria possível reorganizar a sociedade através da criação de falanstérios, comunidades cooperativas e autônomas. Difere-se do socialismo marxista por considerar que a revolução se consolidaria com a boa vontade da burguesia e de forma pacífica. 
Marx e Engels irão definir a teoria social de Charles Fourier como uma das vertentes do socialismo utópico.

## Contexto
O desenvolvimento do capitalismo na Europa promoveu a exploração dos trabalhadores, que viviam na miséria com uma carga horária exorbitante e ausência de direitos trabalhistas.
A reação operária aos efeitos da Revolução Industrial fez surgir críticos ao progresso industrial, que propunham transformações sociais em prol de um mundo mais justo. Os primeiros pensadores socialistas ainda eram portadores de ideias liberais, acreditando na conciliação das classes sociais com o fim da exploração e da ociosidade.

## No Brasil
Em 1840, houve uma tentativa de implantar essa vertente socialista na península do Saí (nordeste da então província de Santa Catarina) por parte de socialistas utópicos franceses. Foi o "Falanstério do Saí" que durou três anos..

## Teóricos inspirados no Fourierismo
- Albert Brisbane (Estados Unidos da América);
- François-Marguerite Barrier (França);
- Jean-Baptiste André Godin (França);
- Victor Considerant (França).